# Tobarra
Tobarra – gmina w Hiszpanii, w prowincji Albacete, w Kastylii-La Mancha, o powierzchni 324,96 km². W 2011 roku gmina liczyła 8153 mieszkańców.